# Jueus d'Armènia
Els Jueus d'Armènia o jueus armenis, són un grup ètnic/religios jueu que viuen a Armènia. El seu nombre és de 700 persones aproximadament.

## Jueus a l'Armènia Contemporània
Molts jueus es van traslladar a la República Socialista Soviètica d'Armènia on trobaven més tolerància que a la zona de Rússia o Ucraïna. Després de la Segona Guerra Mundial, la població jueva va augmentar aproximadament a uns 5.000. Amb la dissolució de la Unió Soviètica molts han fet alià, a causa de la manca de serveis. En l'actualitat la població jueva del país s'ha reduït a 700, i tot i que és un nombre reduït, tenen una alta taxa de matrimonis. Malgrat el seu relatiu aïllament existeix una gran quantitat d'entusiasme per ajudar a la comunitat per fer front a les seves necessitats.
Hi ha molts armenis en assenyalar ascendència jueva incloent el campió d'escacs Garri Kaspàrov, l'escriptor de contes Serguei Dovlàtov, i l'activista de drets humans Ielena Bónner a l'ex Unió Soviètica. L'esposa de Levon Ter-Petrossian, primer president d'Armènia va confirmar la seva ascendència jueva.